# Lorelei (Asgardiana)
Lorelei es una personaje ficticia que aparece en los cómics estadounidenses publicados por Marvel Comics. Ella se basa en ser Lorelei de la mitología germánica.
Lorelei apareció en la primera temporada de la serie de televisión por el Universo Cinematográfico de Marvel, Agents of S.H.I.E.L.D., interpretada por Elena Satine.

## Historial de publicaciones
Lorelei apareció por primera vez en Thor vol. 1 # 337 (noviembre de 1983), y fue creado por Walter Simonson.
Ella hizo apariciones posteriores en Thor vol. 1 # 338-350 (diciembre de 1983-diciembre de 1984), Thor vol 1. # 354-355 (abril-mayo de 1985), # 357-359 (julio-septiembre de 1985), # 363 (enero de 1986), # 367-368 (mayo-junio de 1986), Manual Oficial de Marvel Universe vol 2. # 7 (junio de 1986), Thor vol 1 # 383 (septiembre de 1987), n.º 398-400 (diciembre de 1988-febrero de 1989), n.º 402 (abril de 1989) ), Black Knight Vol 2 # 3 (agosto de 1990), Thor vol 1 # 438 (noviembre de 1991), n.º 440 (diciembre de 1991), n.º 476 (julio de 1994), n.º 485 (abril de 1995), Journey into Mystery vol. 1 # 509-511 (mayo-agosto de 1997), Defenders vol. 2 # 1-4 (marzo-junio de 2001), Loki # 1 (enero de 2004), y Thor: hijo de Asgard # 5 (9 de junio de 2004).

## Biografía del personaje ficticio
En Asgard, un Loki aburrido ve guerreros involucrados en una cacería trol prohibida. Lorelei, una mujer hermosa, ofrece ayudar al troll ocultándolo. Cuando ella se acerca, sin embargo, la levanta en el aire, ganando la caza a través del engaño e impresionando a los hombres. Loki invita a Lorelei a su castillo y, a pesar de las advertencias de Helgi, ella va con él. El par engaña a Sif para que se vaya; entonces Loki se convierte en Thor y los dos se besan. Cuando Sif los encuentra, ella está furiosa; ella los golpea a los dos al suelo y se va. Lorelei se pregunta si ha cometido un error, pero Loki le asegura que tendrá éxito donde su hermana mayor, Amora la Encantadora, ha fallado.

### Por el amor de Thor
Loki acepta llevar a Lorelei a Manhattan para ganarse el amor de Thor; a cambio, Lorelei acepta viajar a un distrito peligroso en la ciudad de Nueva York para hipnotizar al dragón Fafnir y atacar a Thor. En cambio, Fafnir hipnotiza a Lorelei y la coloca en una trampa cerca del lugar de trabajo del alter ego de Thor, Sigurd Jarlson. Thor, como Jarlson, encuentra y rescata al inconsciente Lorelei, y lucha contra Fafnir hasta que el dragón huye. Creyendo que es mortal, Thor pide una ambulancia; antes de que se la lleven, Lorelei le dice a Thor que se siente atraída por él y le promete agradecerle debidamente cuando se haya recuperado. Cuando la ambulancia se marcha, se da cuenta de que no sabe su nombre.
Lorelei escucha que Fafnir, empeñado en la venganza, está asolando los edificios destruidos de Nueva York. Thor llega, lucha y mata a Fafnir, y regresa a su casa en el apartamento de Jarlson. Usando el nombre 'Melodi', Lorelei visita a Jarlson para agradecerle por salvarle la vida. Ella le ofrece un masaje en la espalda, y le da algo de su aguamiel dorado, una poción de amor que hará que se enamore de la primera persona que vea. Se queda dormido y Lorelei sale del apartamento, dejando una nota ofreciéndole preparar la cena para él el próximo fin de semana.
Melodi y Jarlson tienen varias citas; ninguno de ellos termina en Jarlson bebiendo su hidromiel. En su departamento, se está transformando en algo cómodo cuando Jarlson toma una llamada telefónica y de repente tiene que irse, convirtiéndose en Thor en un callejón cercano. Melodi responde a un golpe en la puerta y es secuestrado por Malekith el Maldito, gobernante de los Elfos Oscuros de Svartalfheim. Él deja un Melodi duplicado en su lugar. Cuando Thor visita a "Melodi", bebe el hidromiel y se enamora locamente de ella. Malekith revela su engaño y exige que Thor le traiga el cofre de los inviernos antiguos a cambio del regreso de Melodi. Thor y su amigo mortal Roger Willis asaltan las puertas de Malekith para rescatar a Melodi, pero son derrotados por Malekith y Algrim. Malekith toma el cofre y Thor es expulsado del reino. Malekith le presenta a Lorelei a su aliado Ajenjo y le dice que haga con ella lo que desee. Thor regresa con Willis, derrota a Malekith, rescata a Lorelei, y luego la besa apasionadamente. Malekith ha logrado abrir el ataúd, por lo que con el invierno enfurecido a su alrededor, Thor, Lorelei y Willis regresan a la Tierra. Willis se pregunta cómo Melodi reconoció a Jarlson como Thor; Lorelei besa a Willis, lanzándole un hechizo para que deje de interrogarla. Le da a Thor más aguamiel para que beba, pero Willis lo reemplazó con una bebida alternativa. Mientras tanto, en Asgard, Odín nota el engaño de Lorelei, pero decide ignorarlo.
Mientras Midgard y Asgard luchan contra Surtur y los Hijos de Muspel, Encantadora (Amora) aparece en el departamento de Lorelei, sugiriendo que dejen de lado sus diferencias para ayudar a Asgard. Sospechando una trampa, Lorelei se niega; Amora jura venganza y desaparece. La batalla termina; Surtur y Odin desaparecen. Loki devuelve a Lorelei a Asgard para ayudar a consolar a Thor, con la esperanza de que esto ayude a Loki a convertirse en el nuevo gobernante de Asgard. Loki hace que Lorelei beba el elixir de Lofn; cuando Thor lo inhala, se enamora tanto de ella que hace lo que ella dice. Lorelei estaba cansada de Thor, pero estuvo de acuerdo con el plan de Loki solo para ayudar a Thor a convertirse en monarca, así él la haría su reina. Aparece Amora y, como venganza, lanza un hechizo de amor sobre el cetro de Odin, de modo que cuando Loki lo agarra y Lorelei lo ve, se enamore perdidamente de él. Amora cree que amar al despiadado Loki eventualmente destruiría a Lorelei emocionalmente.
Heimdall ve que Thor está bajo el control de Lorelei, y para salvarlo tiene a Amora instando a Thor a visitar a Loki cuando sabe que Loki y Lorelei están juntos en la cama. Thor se enfurece, superando temporalmente el hechizo. Thor arroja a Mjolnir al cielo y agarra a Loki por el cuello. Loki libera a Thor de su hechizo; Thor, que ya no está enamorado, empuja a Lorelei a un lado y se va, dejándola a adular a Loki. Loki, aburrido, le grita a Lorelei que le traiga un trago. Herido, ella va a buscarle un trago y es detenido por Malekith. Él le ofrece una "poción de amor" para agregar a la bebida de Loki. En cambio, la poción deja inconscientes a Loki y Lorelei.
Amora intenta educar a su hermana sobre el amor y no desperdiciarlo después de que Daillus irrumpe en su castillo para ver si Lorelei es realmente tan hermosa como todos dicen y lo convierte en piedra.

### Viaje a Hel
Cuando Seth y su ejército se acercan a Asgard, Lorelei se para con Amora mientras ella se cuestiona la lealtad a Asgard. Al enterarse de que Heimdall ha sido herido, Amora se aleja con furia. Un angustiado Lorelei se une a la batalla y salta en el camino de los proyectiles destinados a Balder. Después de que Thor y Asgard triunfan, Amora acuna a su hermana moribunda en sus brazos. Hela toma el alma de Lorelei y la posee en el Destructor.
Sif y Balder viajan a Hel, en busca del espíritu de Thor. El Destructor (que, desconocido para Sif y Balder, está ocupado por el alma de Lorelei) los detiene, declara que ha derrocado a Hela y los ataca por tener formas mortales. Sif y Balder escapan usando una Piedra Norn para volverse invisibles. Se encuentran con Garm y descubren que Hela liberó al Destructor de su prisión de cristal, pero un espíritu poseyó la armadura y encarceló a Hela y Garm. Balder y Sif buscan una espada mística que puede liberar a Hela de su prisión de cristal, pero la espada mantiene prisionero a Gar-Toom. Recuperan la espada, pero luego quedan atrapados entre Gar-Toom y el Destructor. El Destructor destruye Gar-Toom mientras Balder libera a Hela, y la pareja se entera de que es Lorelei quien habita en el Destructor. Se prepara para desatar su máximo poder de desintegración, pero se retrasa cuando accidentalmente se derrumba una pared sobre sí misma, y Sif y Balder escapan. 
Hela decide permitir que el espíritu de Lorelei se libere, y Lorelei pasa meses en Hel luchando contra las Grandes Bestias mientras espera una futura tortura. Conoce a Malekith, quien ayuda en su plan para volver a la vida y recuperar el amor de Thor. Envía su visión a Cosa, quien recupera la poción de amor de su apartamento; sin embargo, Malekith usa su magia para imitar a Lorelei y le dice a la Cosa que beba el elixir; se enamora de Lorelei. Malekith luego instruye a Thing para luchar contra Thor y Sif, pero Thing no puede matar a Sif porque no está en su naturaleza. Desde Hel, Malekith luego llama a su antiguo aliado, Kurse. En Asgard, Kurse baja a Hel, llamando a Malekith. Él derrota a Hela y se convierte en el nuevo amo de Hel. Malekith, todavía disfrazado de Lorelei, engaña a Kurse para que lo ayude a escapar a la Tierra. Kurse ve a Thor; creyendo que es Malekith, llama a los monstruos muertos de Hel y Nifleheim para atacarlo.

### Viaje al misterio
Mientras Amora y el otro de los dioses de Asgard trabajan para recuperar sus verdaderas identidades, Seth restaura a Lorelei a la vida. Amora está feliz de ver a su hermana volver a la vida, pero Seth la insta a matar a Amora para salir de la sombra de su hermana. Mientras que su hermana y los otros dioses la reprimen, Lorelei golpea a todos con un hechizo de conmoción cerebral. Lorelei lleva a Amora a un reino adyacente para aterrorizarla, pero Amora se niega a defenderse. Lorelei revela que Seth la ha creado a partir de una mera sombra sin ninguna emoción o conciencia. Amora le pide perdón a Lorelei por no ser una muy buena hermana mayor, y la libera del hechizo de Seth, destruyendo su cuerpo.

### Defensores
En Asgard, Plutón, Señor de Hades, le promete a Lorelei el poder y el dominio terrenal si ejerce un hechizo para crear una Valquiria para él. Lorelei acepta hacerlo, para demostrar que ella es mejor que su hermana. Ella une a una mortal, Samantha Parrington, para convertirse en una Valquiria sujeta a las órdenes de Plutón y Lorelei. Plutón manipula la magia y transforma a Lorelei en una Valquiria también, y la envía a la Tierra con poca memoria y sin poder hablar. Valkyrie viaja con Nighthawk y Gata Infernal a Canadá, donde Lorelei y Samantha como Valkyries luchan entre sí, mientras que los Defensores, Hulk, Doctor Strange, Namor, Silver Surfer, Nighthawk, Gata Infernal, con los mismos poderes, lucha contra los secuaces de Plutón. Lorelei es capaz de romper el hechizo de Plutón; ella vuelve a su forma natural e inmediatamente ataca a Plutón. Los dos luchan por obtener el control sobre la Valkiria mientras los Defensores destruyen el templo de Plutón, permitiendo que sus habitantes pasen a la Tierra. Mientras los Defensores luchan contra los muertos, los Asgardian Valkyrior acuden en su ayuda. Plutón y Lorelei continúan su lucha por el control de Valkyrie, quienes pronto rompen el hechizo y arremetieron contra ellos. Una visión de Zeus aparece sobre ellos, prometiendo castigo. Plutón y Lorelei se teletransportan en lugar de enfrentar la ira de Zeus.

### Loki: Agente de Asgard
Lorelei regresa en la serie 2014 Loki: Agent of Asgard # 2

## Poderes y habilidades
Como todos los asgardianos, ella es extremadamente longeva, envejeciendo a un ritmo extremadamente lento al llegar a la edad adulta. La carne y el hueso asgardiano son aproximadamente tres veces más densos que el tejido humano similar, lo que contribuye a su fuerza sobrehumana, durabilidad y resistencia. También es inmune a todas las enfermedades de la Tierra y resistente a las lesiones convencionales.
Lorelei puede tener el potencial de tener poderes místicos como su hermana, pero ella ha elegido no desarrollarlo en la misma medida. En la batalla contra Seth y sus secuaces, fue representada como disparos de fuerza mística, similar a la de su hermana. Después de ser resucitado por Seth, sus poderes mágicos se incrementaron enormemente, incluso más allá de los de su hermana, y ella conservó estas habilidades aumentadas en años posteriores, con su poder siendo mostrado como igual al de Plutón.
La gran belleza y seducción de Lorelei le permiten persuadir virtualmente a cualquier dios o mortal masculino para que haga lo que quiera. Lorelei tiene algunos conocimientos de hechicería, principalmente relacionados con amuletos y pociones de amor. Lorelei también posee un beso petrificante, transformando a las víctimas en una estatua de granito.

## Otras versiones

### Loki Triunfante
Después de que Loki derrota a Thor, reduce a todos los dioses a sus rodillas, y se convierte en el nuevo amo de Asgard, Lorelei regresa al castillo y quiere un pago por ayudarlo a alcanzar su nuevo estado. Ella está acompañada por muchas figuras sombrías que demandan su merecido por su papel en hacer maestro Loki, pero Loki se aburre escuchando sus demandas y se va.

### Spider-Ham
En el universo de Spider-Ham, Lorelei aparece como la villana Loreli Lemur. Ella hipnotiza a los dueños de algunas mascotas del vecindario solo para tener una batalla de Spider-Ham y eventualmente derrotarla.

## En otros medios

### Televisión
- Lorelei aparece en el segmento "The Mighty Thor" de The Marvel Super Heroes, con la voz de Peg Dixon.
- Lorelei aparece en la primera temporada de Agents of S.H.I.E.L.D., interpretada por Elena Satine.[32] Primero hace una aparición especial en el episodio "T.A.H.I.T.I.", donde llega al Valle de la Muerte.[33] En el episodio "Yes Men", Lorelei se revela como una prisionera en Asgard antes de ser liberada durante el ataque de los Elfos Oscuros en los eventos de Thor: The Dark World. Ella llegó a la Tierra para reclutar un ejército, pero los agentes de S.H.I.E.L.D. junto con la ayuda de Sif, fueron capaces de derrotar a Lorelei y traerla de vuelta a Asgard para ser reencarcelada.[34]

### Videojuegos
Lorelei aparece como un personaje jugable en Lego Marvel Vengadores.